# سنتز خودکار

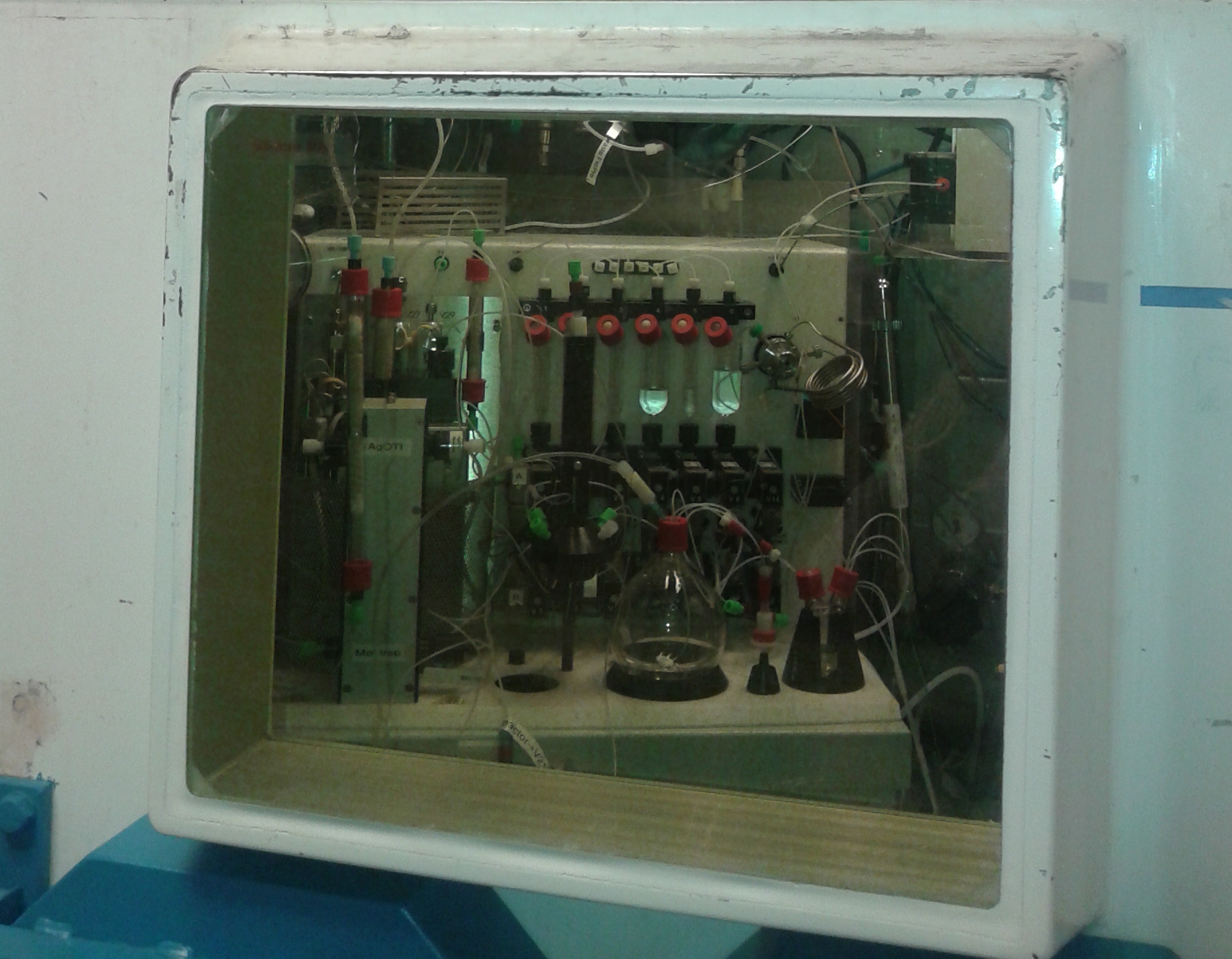
یک ماژول رادیوسنتز تمام اتوماتیک

سنتز اتوماتیک (automated synthesis) یا سنتز خودکار مجموعه‌ای از روش‌ها است که از تجهیزات رباتیک برای ایجاد سنتز شیمیایی به روش اتوماتیک استفاده می‌کند. فرآیندهای اتوماتیک می‌توانند باعث افزایش کارایی و بالا رفتن کیفیت محصول بشوند. اگرچه فناوری اتوماسیون یا خودکارسازی می‌تواند مقرون به صرفه باشد، اما باعث ایجاد نگرانی‌هایی در مورد جابه‌جایی شغل نیز می‌شود. همچنین می‌تواند وابستگی بیش از حد نسبت به سیستم‌های اتوماتیک را ایجاد کند. فرآیندهای شیمیایی در طول قرن ۱۹ و ۲۰ با پیشرفت عمده تکنولوژی در سی سال، گذشته به صورت اتوماتیک انجام شد. وظایفی که صورت می‌پذیرد ممکن است شامل: سنتز در شرایط مختلف، آماده‌سازی نمونه، خالص‌سازی و استخراج نمونه باشد. کاربردهای سنتز خودکار در ابعاد تحقیقاتی و صنعتی در زمینه‌های مختلفی می‌باشد. از جملهٔ این کاربردها می‌توان به کاربرد در زمینه پلیمرها، مراقبت‌های شخصی و رادیوسنتز اشاره کرد.

## فرایند

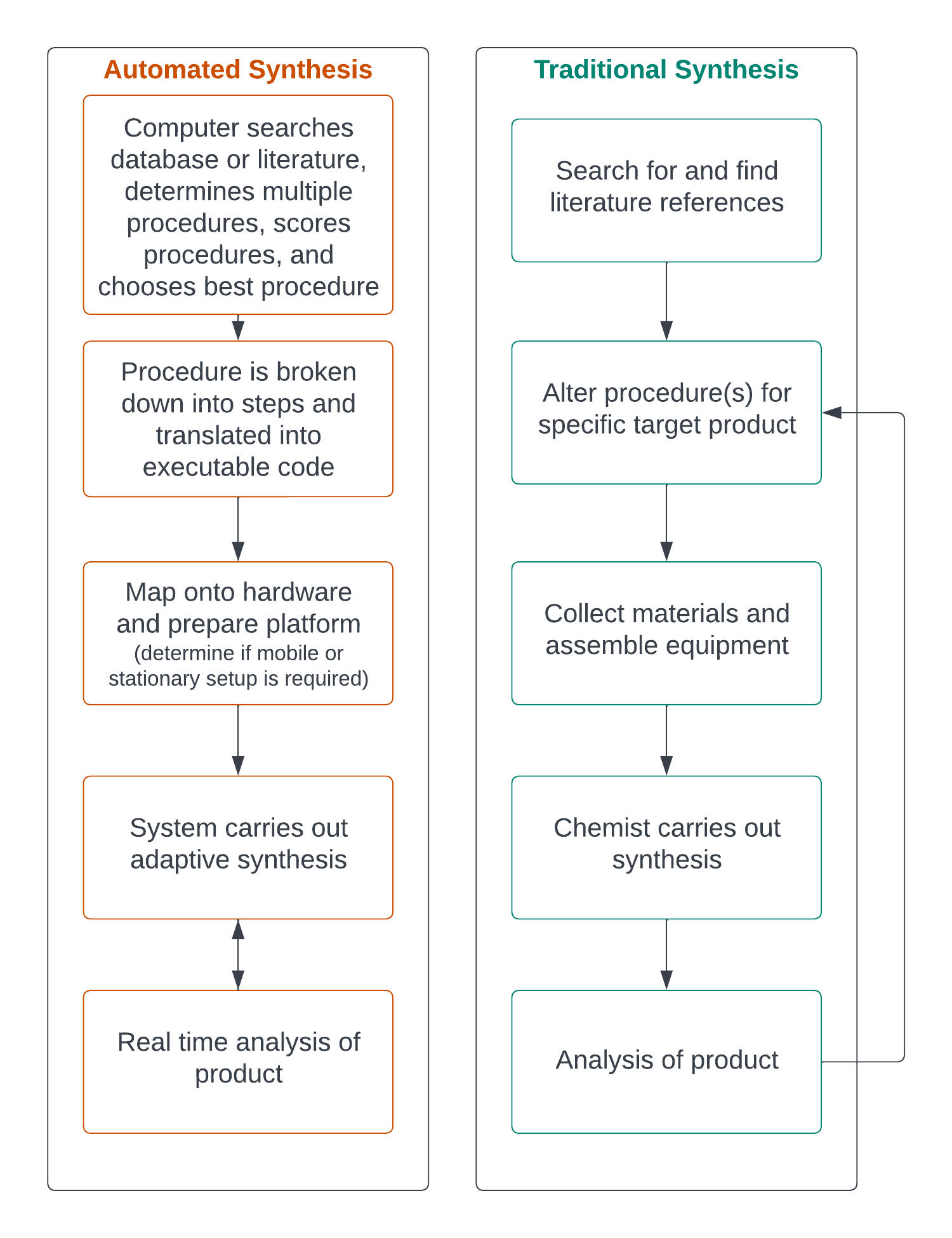
نمودار مقایسه ای جریان که مراحل سنتز خودکار را در مقابل سنتز دستی یا سنتی مقایسه می‌کند.

یک سنتز خودکار از نظر روش بسیار شبیه به یک سنتز غیراتوماتیک است. در روش غیراتوماتیک یک شیمیدان به عنوان ناظر مسئول در مورد یک مولکول هدف تصمیم می‌گیرد و سپس طرح آزمایشی را که دارای مراحل متوالی است فرموله می‌کند. سپس پس از جمع‌آوری تجهیزات مورد نیاز، طرح را اجرا می‌کند. سنتز خودکار نیز همین مسیر را دنبال می‌کند. تنها تفاوت آن این است که به جای یک شیمیدان، رایانه طرح آزمایشی را طراحی و اجرا می‌کند. با این‌حال همچنان نیازمند بازنگری انسانی هستیم. بازنگری انسانی از جهت کسب اطمینان از عملی بودن روش خودکار است.
در سنتز آلی از یک نرم‌افزار برای خودکارسازی فرایند شناسایی توالی واکنش‌ها و همچنین مسیرهایی که می‌توانند برای سنتز ترکیبات آلی استفاده شوند، استفاده می‌شود.

## مزایای سنتز اتوماتیک
سه مزیت اصلی سنتز اتوماتیک شامل افزایش کارایی، کیفیت بهتر و در نتیجه بازدهی و خلوص بالاتر و در آخر ایمنی بالاتر است که هر سه مورد ناشی از کاهش مشارکت انسان و افزایش مشارکت ماشین‌ها است. از سوی دیگر توان عملیاتی بالاتر و تکرارپذیری به دلیل سریع‌تر بودن ماشین‌ها نسبت به انسان و خطای انسانی کمتر از دیگر مزایای اتوماسیون سنتز می‌باشد. علاوه‌براین، به دلیل گذراندن زمان کمتر تکنسین‌ها در آزمایشگاه، قرارگرفتن در معرض مواد شیمیایی خطرناک، کاهش چشمگیری می‌یابد. همچنین کاهش احتیاج به حضور در آزمایشگاه باعث ایجاد زمان بیشتر برای بحث‌ها و تئوری‌ها می‌شود. چند وظیفه‌ای بودن ماشین‌ها، انجام وظایفی فراتر از دقت یا توانایی انسانی، تجزیه و تحلیل جامع و … از دیگر مزایای سنتز اتوماتیک می‌باشد.

## نگرانی‌هایی در رابطه با سنتز اتوماتیک
نگرانی اصلی که دربارهٔ سنتز خودکار وجود دارد، جابه‌جایی مشاغل است. نگرانی‌های دیگر شامل هزینه‌های بالای سرمایه‌گذاری اولیه و نگهداری، نگرانی‌هایی در زمینه حفظ حریم خصوصی و وابستگی بیش از حد به تکنولوژی می‌شود. نگرانی‌های اخلاقی در زمینهٔ استفاده از هوش مصنوعی نیز وجود دارد.

## تاریخچه
اولین سنتز کاملاً خودکار، یک سنتز پپتیدی توسط رابرت مریفیلد و جان استوارت در سال ۱۹۶۶ بود. استفاده از هوش مصنوعی در سنتز آلی در دهه ۱۹۶۰ با پروژه Dendral آغاز شد که به شیمیدانان آلی کمک کرد تا با استفاده از طیف‌سنجی جرمی مولکول‌ها را مشخص و شناسایی کنند. همچنین پیشرفت‌های مهمی در ماژول‌های رادیوسنتزی اتوماتیک در دهه ۱۹۸۰ انجام شد.
در اواخر دهه ۱۹۹۰، مهم‌ترین چالش اتوماسیون غلبه بر مسائلی چون جداسازی فاز و همچنین افزایش انسجام سیستم بود. در آن زمان تنها سیستم‌های موجود به یکی از چهار طرح زیر تعلق داشتند: یک رآکتور جریان، یک رآکتور دسته‌ای متصل با خطوط جریان، یک ربات، دو ربات که یکی برای سنتز و دومی برای تجزیه و تحلیل، یا سیستم‌های بزرگ‌تر که ترکیبی از این چهار طرح بودند.
در دهه‌های ۲۰۰۰ و ۲۰۱۰ پیشرفت‌های چشمگیری در اتوماسیون صنعتی مولکول‌ها رخ‌داد. مفهوم دیجیتالی کردن شیمی در سال ۲۰۱۶ برای اولین بار توسط لی کرونین مطرح شد. کرونین یک رویکرد جدید برای برنامه‌ریزی شیمیایی مطرح کرد. او همچنین استفاده از machine learning برای کشف واکنش‌های شیمیایی جدید را تشریح کرد.
توسعه سنتز خودکار در دهه ۲۰۲۰ وارد مرز جدیدی شده است که می‌تواند امیدوارکننده باشد مانند پالایش بیشتر و بهتر سیستم‌های قدیمی و استفاده از هوش مصنوعی.

## کاربردها
سیستم‌های سنتز خودکار با توسعه نرم‌افزارهای رباتیک، کاربردهای گسترده‌تری پیدا می‌کنند. کاربردهای احتمالی در آینده شامل : سنتز کنترل نشده، سنتزهای وابسته به زمان، رادیوسنتزها، سنتز در شرایط سخت (مانند دمای پایین، فشار بالا یا وجود اتمسفر خاص یا در خلاء)، انجام واکنش‌های همولوژیک تکراری یا رادیوسنتز.
کاربرد سنتز خودکار هم در تحقیقات دانشگاهی و هم در مجموعهٔ عظیمی از مکان‌های تحقیق و توسعه صنعتی از جمله داروسازی، مواد شیمیایی کشاورزی، مواد شیمیایی ظریف و تخصصی، تحقیقات مربوط به انرژی‌های تجدیدپذیر، کاتالیزورها، پلیمرها، سرامیک‌ها و ساینده‌ها، مواد متخلخل، نانومواد، مواد زیستی، روان‌کننده‌ها، رنگ‌ها و پوشش‌ها مراقبت‌های خانگی و خودمراقبتی، تغذیه و پزشکی قانونی مورد نیاز است.

## زیرساخت‌های رباتیک
سیستم‌های سنتز اتوماتیک ربات‌های آزمایشگاهی‌اند که ترکیبی از نرم‌افزار و سخت‌افزار هستند. باتوجه به اینکه سنتز ترکیبی خطی از مراحل مختلف است، مراحل مستقل را می‌توان به نرم‌افزار جداگانه‌ای تبدیل کرد که مرحلهٔ خاصی را (مانند مخلوط‌کردن، گرمایش یا سرمایش، تجزیه و تحلیل محصول و …) انجام بدهد. این سخت‌افزار باید شامل بازوهای رباتیکی باشد که از توزیع‌کننده‌ها و گیرنده‌ها برای انتقال مواد و لرزاننده‌ها برای تنظیم سرعت هم‌زدن استفاده کند. همچنین این نرم‌افزارها باید شامل ربات‌هایی باشند که براساس سیستم مختصات دکارتی بر روی محورهای x,y,z عمل کرده و سنتز را در محدوده‌های معین حرکت بدهند.
شرایط واکنش‌ها از جمله جو، دما، فشار را با کمک وسایل جانبی مانند: سیلندرهای گاز، پمپ خلاء، سیستم‌های رفلکس و کرایواستات کنترل می‌شود. زیرساخت‌های مدولار از ابزارهای متفاوتی برای انجام عملیات مورد نیاز در سنتز استفاده می‌کنند. تعداد زیادی راه‌حل سخت‌افزاری مدولار تجاری برای اجرای سنتز وجود دارد. همچنین برنامه‌های نرم‌افزاری جدیدی در دسترس ما قرار دارند که می‌توانند یک روش سنتز خودکار را در کدهای اجرایی مستقیماً از زبان موجود کامپایل کنند. برنامه‌های نرم‌افزاری نیز وجود دارند که می‌توانند روشی را به صورت رتروسنتیک در سطح مهارت یک دانشجوی فارغ‌التحصیل ایجاد کنند.
در سال ۲۰۲۰، شرکت بین‌المللی دستگاه‌های کسب‌وکار (IBM) RoboRXN را معرفی کرد. RoboRXN یک سیستم خودمختار است که به‌طور منحصربه‌فرد امکان سنتز از راه دور یک مولکول را فراهم می‌کند. این سیستم می‌تواند به صورت مستقل یک مسیر مصنوعی برای یک ترکیب با ساختار شیمیایی مورد نظر ما ایجاد کند. این سیستم در حال توسعه می‌باشد و هنوز برای خرید در دسترس نیست. با این حال IBM برای آزمایش سخت‌افزار خود و نرم‌افزار آن همکار می‌پذیرد.